# Klokočské skály
Koordinaten: 50° 35′ 40″ N, 15° 13′ 27″ O

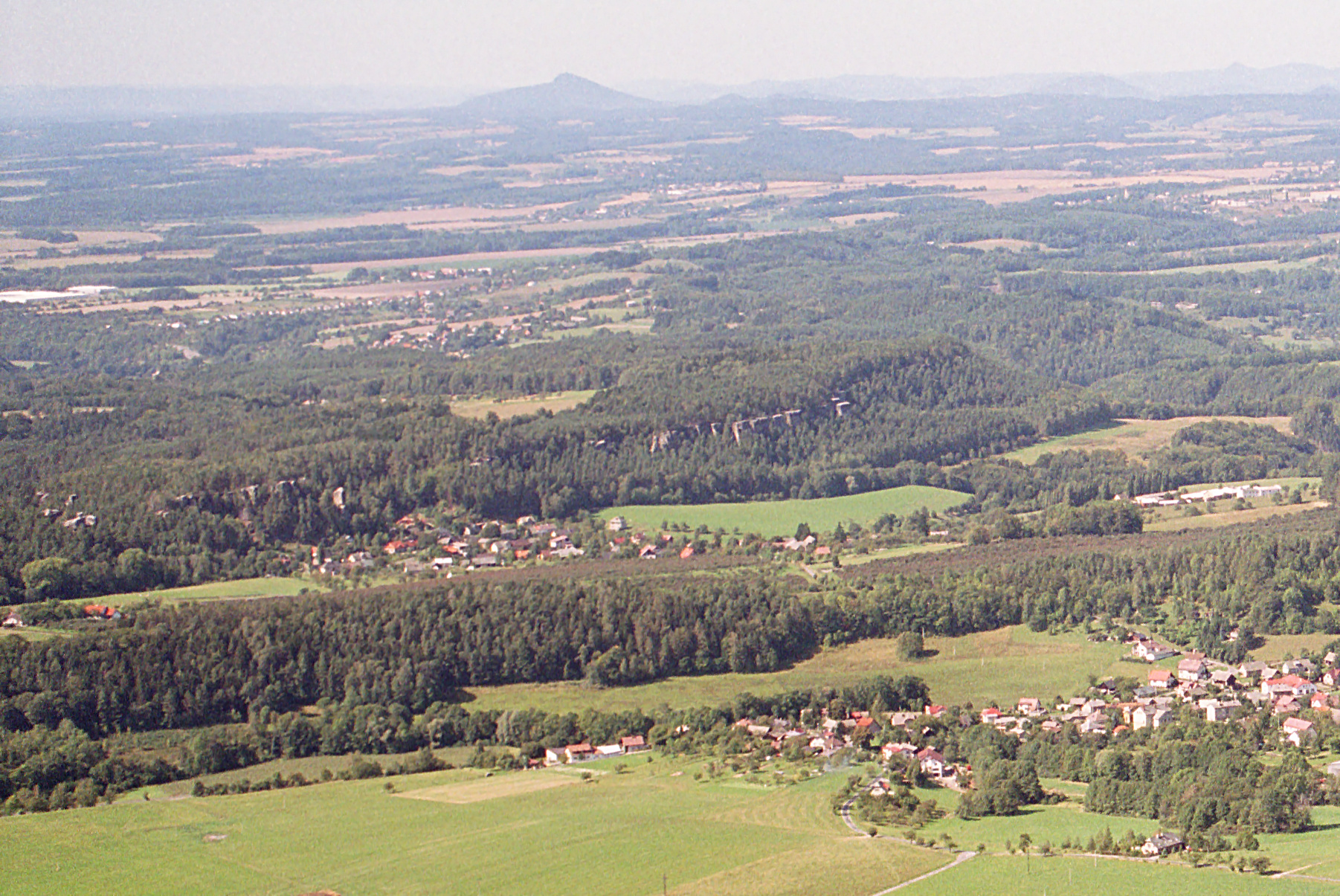
Blick zu den Klokočské skály vom Kozákov

Die Klokočské skály (deutsch: Klokotscher Felsen) sind ein Sandsteinfelsgebiet nahe Turnov im Böhmischen Paradies. Das 228,13 Hektar große Gebiet ist seit 1985 als Naturreservat ausgewiesen.

## Beschreibung
Die Klokočské skály sind ein gut sichtbarer etwa 60 Meter hoher und 1600 Meter langer Felsriegel oberhalb der Gemeinde Klokočí, etwa vier Kilometer nordöstlich von Turnov. 
Von der kompakten Sandsteinplatte wurden nur wenige Felsentürme abgespalten. Sehenswerte Felsentürme sind der Krug (Džbán) und das Rathaus (Radnice). Die abgerundeten Felsenformationen werden auch Elefanten genannt.
Der kompakte Felsriegel ist teilweise stark gehöhlt. Die bekannteste dieser Aushöhlungen ist die Höhle Postojna, auch Amerika genannt, im Tal Zelený důl. 
Der nördlichste Teil der Felsengruppe wird Betlémské skály (Betlehemfelsen) genannt. Auch in ihr gibt es zahlreiche Höhlen. Besondere Sehenswürdigkeiten sind die Klokočské Průchody (Klokotscher Labyrinth) und die Burgruine Rotštejn (Rothenstein) im südlichen Teil des Gebietes. Diese Felsenburg stammt aus dem 13. Jahrhundert und wurde wie damals üblich überwiegend aus Holz gebaut. Erhalten geblieben sind von der Burg deshalb nur die in den Felsen gehauenen Räume, Brunnen und Teile der Mauer. Sie wurde von Jaroslav und Havel von Markvartice – den Gründern der Stadt Turnov – erbaut.

## Geologie
Eine Besonderheit der Klokotscher Felsen ist die Konzentration vieler geomorphologischer Sandsteinformen auf einem nur 3 km² großen Gebiet. Die Felsen bestehen aus Sandstein des Turon (Oberkreide). Sie liegen in der Nähe der Lausitzer Verwerfung und befanden sich immer am Rand des Sedimentationsbeckens. Diese Bedingungen führten dazu, dass die Deformation der Felsblöcke inhomogen verlief. Neben Verwerfungen und geneigten Sedimentschichtungen ist das Gebiet insbesondere durch Konkretionen gekennzeichnet. Die kugelförmigen Gebilde mit einem Durchmesser von bis zu einem Meter waren die am wenigsten widerstandsfähigen Stellen im Gestein und damit am stärksten der Verwitterung ausgesetzt. Die Überreste geöffneter, von Tieren ausgeräumter oder durch Regenwasser ausgewaschener Konkretionen sind als Hohlräume oder Höhlen in den Felsen verblieben und verleihen ihnen die heutige charakteristische Gestalt.